# Villa romana de Lullingstone
La villa romana de Lullingstone es una villa construida durante la ocupación romana de Gran Bretaña que se encuentra en Lullingstone, cerca de la pequeña localidad de Eynsford, en el condado de Kent (sudeste de Inglaterra). Está situada en el valle del Darent junto con otras seis villas, entre ellas, las de Crofton, Crayford y Dartford. Aunque se construyó en el siglo I d. C. (quizás alrededor de la década de los 80), la casa fue objeto de repetidas ampliaciones y ocupaciones hasta que un incendio la destruyó en el siglo IV o V. La villa estuvo habitada en distintos momentos del período romano‑británico, pero, después de su destrucción, se cree que solo volvió a ocuparse durante la Edad Media. Lo más probable es que sus habitantes fuesen romanos adinerados o nativos británicos que habían adoptado las costumbres romanas.
Se hallaron indicios sobre el terreno de que, alrededor del año 150, la villa se amplió considerablemente y de que los gobernadores de la provincia romana de Britania podrían haberla usado como su lugar de retiro en el campo. Los dos bustos en mármol encontrados en el sótano podrían ser los de Pertinax, gobernador en el 185 y 186, y de su suegro o su padre, Publio Helvio Suceso. En el siglo IV, una de las estancias (probablemente usada ya con fines religiosos) se convirtió en una capilla o una iglesia doméstica cristianas, en cualquier caso, con mucho la más antigua de la que se tiene constancia en las islas británicas.
En el período anglosajón, se incorporaron a una capilla cristiana (la capilla de Lullingstone) las ruinas de un templo mausoleo romano emplazado en el terreno de la villa. Esta capilla, que seguía en pie en la época de la conquista normanda de Inglaterra, es una de las más antiguas de las que se tiene constancia en el país.
Además del santuario pagano en la posterior capilla de la villa y de los mosaicos del comedor, se han dado otros hallazgos artísticos significativos, como la gema de la Victoria de Lullingstone y los bustos ya mencionados.

## Historia

Plano, alrededor del año 400

### Construcción
La primera fase de la villa se construyó alrededor del año 82. Estaba ubicada en un área próxima a otras villas, así como a la vía romana que hoy se denomina Watling Street, por la que los viajeros se trasladaban a Londinium (Londres) y de aquí a Durobrivae (Rochester), Durovernum Cantiacorum (Canterbury) y Rutupiæ (Richborough), el principal puerto romano.

### Ampliación

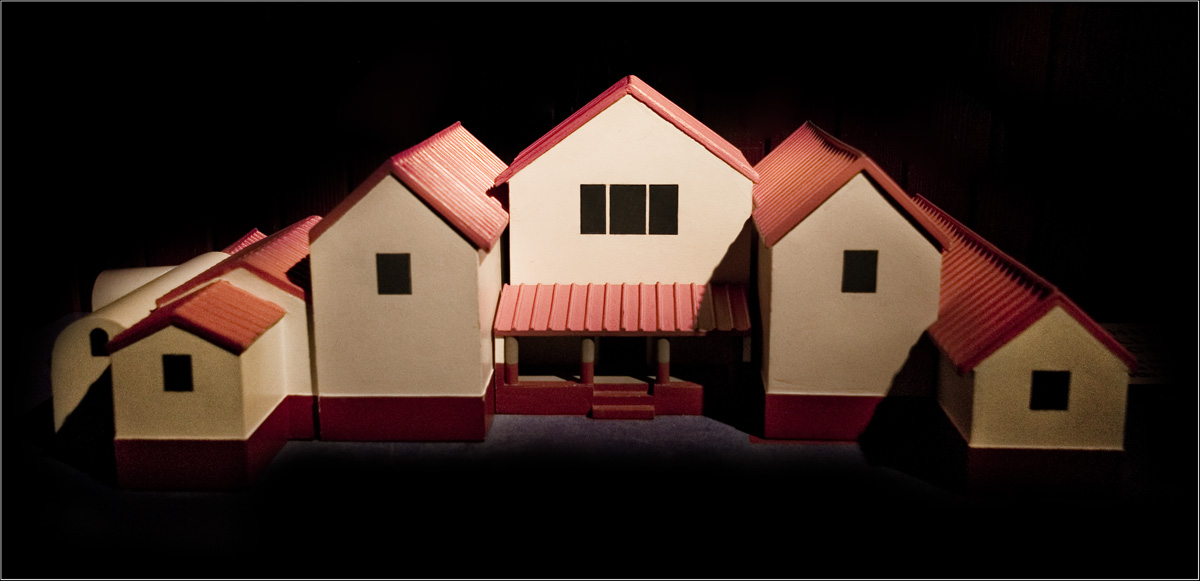
Maqueta de la villa romana

Alrededor del año 150, la villa se amplió con un bloque de dependencias para el baño caldeadas con un hipocausto; sin embargo, se reconstruyó más tarde, en torno al 290, después de haber estado abandonada durante casi un siglo. Los dos bustos en mármol del siglo II hallados en el sótano quizás representen a los propietarios o a los residentes de la villa, la cual podrían haber escogido como su lugar de retiro en el campo los gobernadores provinciales. Existen indicios de que los bustos son de Pertinax, gobernador de Britania en el 185 y 186 (posterior emperador romano), y de su padre.
En el siglo III, se añadieron tanto un bloque más amplio de dependencias para el baño como un horno más grande para el hipocausto, pero también un templo mausoleo y un granero de grandes dimensiones. En el siglo IV, se instaló en el suelo del comedor un mosaico con dos ilustraciones: una de Zeus o Júpiter secuestrando a Europa disfrazado de toro y otra de Belerofonte matando a la Quimera.

### Destrucción y redescubrimiento
A comienzos del siglo V, un incendio destruyó el edificio, que quedó abandonado y olvidado hasta su excavación en el siglo XX.
El primer descubrimiento del yacimiento se dio en 1750, cuando los trabajadores que estaban cercando una reserva de ciervos atravesaron el suelo de mosaico al cavar los hoyos de los postes. Aunque se tomó nota de este descubrimiento, así como de otras evidencias arqueológicas, no se excavó más.

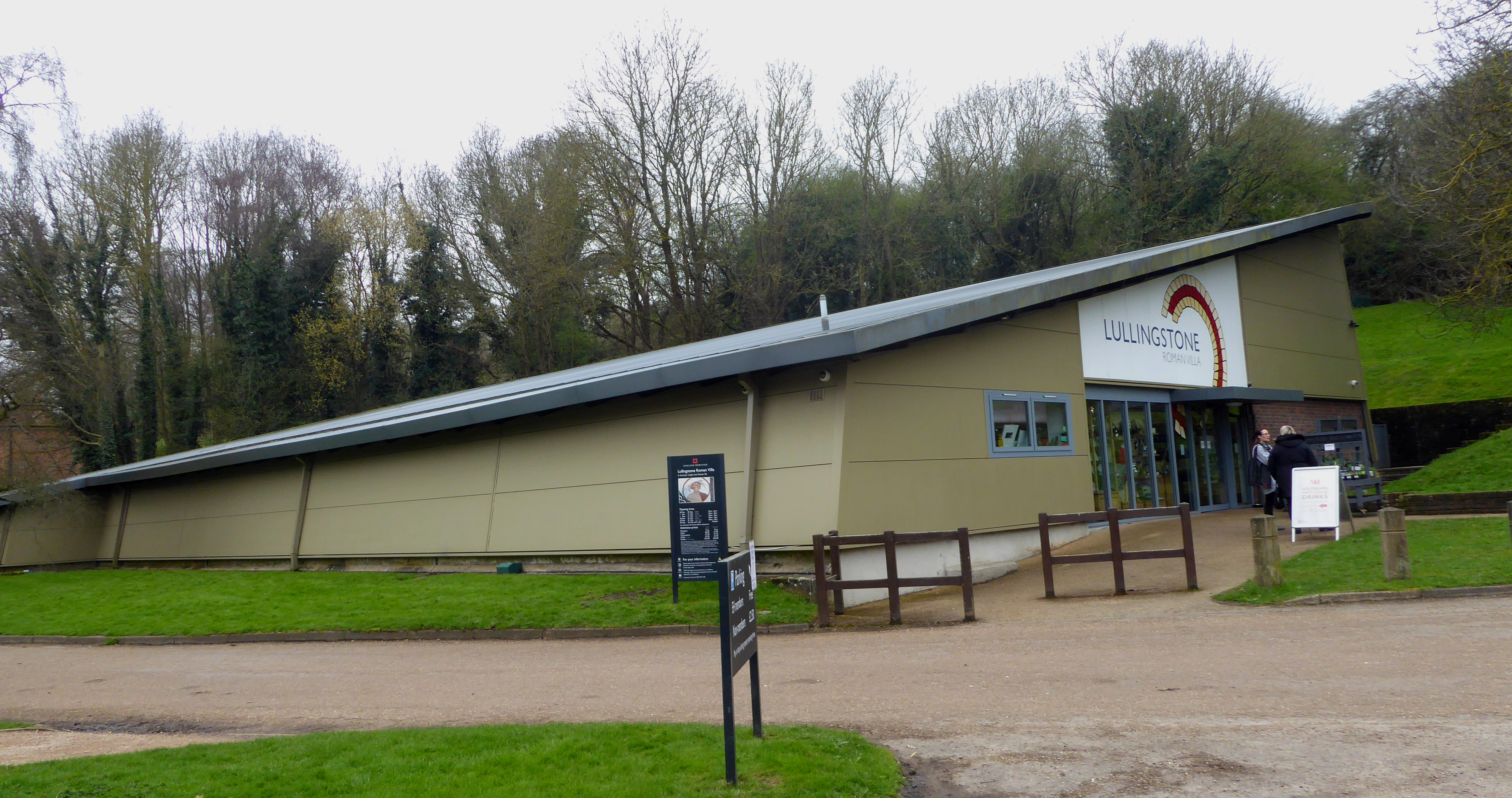
Edificio exterior de la villa romana de Lullingstone construido en el siglo XX

Las ruinas de la villa no se redescubrirían hasta el siglo XX, cuando, en 1939, E. Greensfield y E. Birchenough detectaron indicios de la existencia de muros y fragmentos de mosaico romanos bajo un árbol caído. El yacimiento se excavó por fin entre los años 1949 y 1961, de la mano de multitud de equipos de arqueólogos. Hasta esta primera excavación, la villa y el resto de las ruinas de Lullingstone habían permanecido intactas desde su destrucción. Las ruinas se protegieron bajo una cubierta diseñada a tal efecto en la década de 1960, cuando se hizo cargo de la villa la organización benéfica English Heritage, que abrió las ruinas al público. El edificio empezó a tener goteras a finales del siglo XX, por lo que, para que los objetos del yacimiento de Lullingstone pudiesen exponerse sin peligro en su interior, se puso en marcha de 2006 a 2008 un ambicioso proyecto de restauración y exhibición valorado en 2 millones de euros.
En sus informes de la excavación, el teniente coronel G. W. Meates aborda la excavación inicial del yacimiento, en la que se hallaron las lindes de la villa, muestras de monedas y de cerámica y diversas estancias. En los dos primeros informes, Meates traza a grandes rasgos una línea temporal de la villa de Lullingstone desde el siglo I hasta las épocas posromanas. Esta línea va pasando por los propósitos de su edificación, la construcción de sus dependencias, su abandono y su destrucción final. Además de la línea temporal y de la descripción de las estancias, se recoge información detallada sobre las evidencias encontradas, como restos de cerámica, monedas o los niveles de tierra y arcilla que indican los períodos temporales en los que se está observando la villa.

### Etapas de ocupación

#### SigloI
Durante las primeras excavaciones del yacimiento en la década de 1950, se extrajeron evidencias arqueológicas de varios siglos que permitieron crear una línea temporal de la villa. Las más antiguas se remontan al siglo I d. C. En la ladera donde se ubicaba la excavación, se hallaron muchos fragmentos de cerámica hecha a mano y con elementos de la «cultura del antiguo pueblo de los belgas», según las fuentes.

#### SigloII: de los Flavios a los Antoninos
En la excavación inicial, se desconocía el alcance exacto de lo que se había edificado y mantenido de la casa en el período que discurre entre las dinastías Flavia y Antonina. Sin embargo, se sabe que tanto la sala de baños como, posiblemente también, el sótano se construyeron durante esta etapa. Existen indicios geológicos como los aportados por las capas de arcilla de que los escalones que conducían al sótano se incorporaron durante este período en vez de en el siglo IV, como se supuso en un primer momento.

#### SigloIII
Sobre la base de las muestras de cerámica encontradas, se cree que la villa romana de Lullingstone estuvo abandonada al menos durante la primera mitad del siglo III. Las monedas halladas en el yacimiento son una prueba de que la villa volvió a habitarse en algún momento de la segunda mitad de este siglo, durante los reinados de Claudio II y Alecto. Se piensa que el santuario pagano, así como otras estancias de carácter cristiano, se construyeron durante esta etapa, después del período de abandono. Además de haberse añadido los elementos cristianos a la villa, en el siglo III también se levantaron algunos de los principales edificios externos, entre ellos, el granero y el templo.

#### SigloIV
El siglo IV fue una etapa de intensa actividad para la villa en la que tuvieron lugar desde importantes obras de remodelación hasta, muy probablemente, el incendio final. Entre las primeras, cabe destacar el diseño del suelo de mosaico de la estancia 5, así como la construcción de otra habitación. Para datar la construcción de la estancia 5, los excavadores usaron monedas con la efigie de Constantino II que se habían mezclado sin querer con el hormigón.

#### Período posromano
En la excavación inicial de la década de 1950, no se encontraron indicios de ocupación de la villa ni de su emplazamiento desde su destrucción hasta al menos la época medieval. La organización English Heritage ha documentado algunos hallazgos, como un «cuenco colgante» y otros pedazos de vasijas anglosajonas. Esto puede ser un indicio de que el lugar del yacimiento se usó como cementerio a comienzos del período anglosajón de la historia de Gran Bretaña (Alta Edad Media).

## Estancias

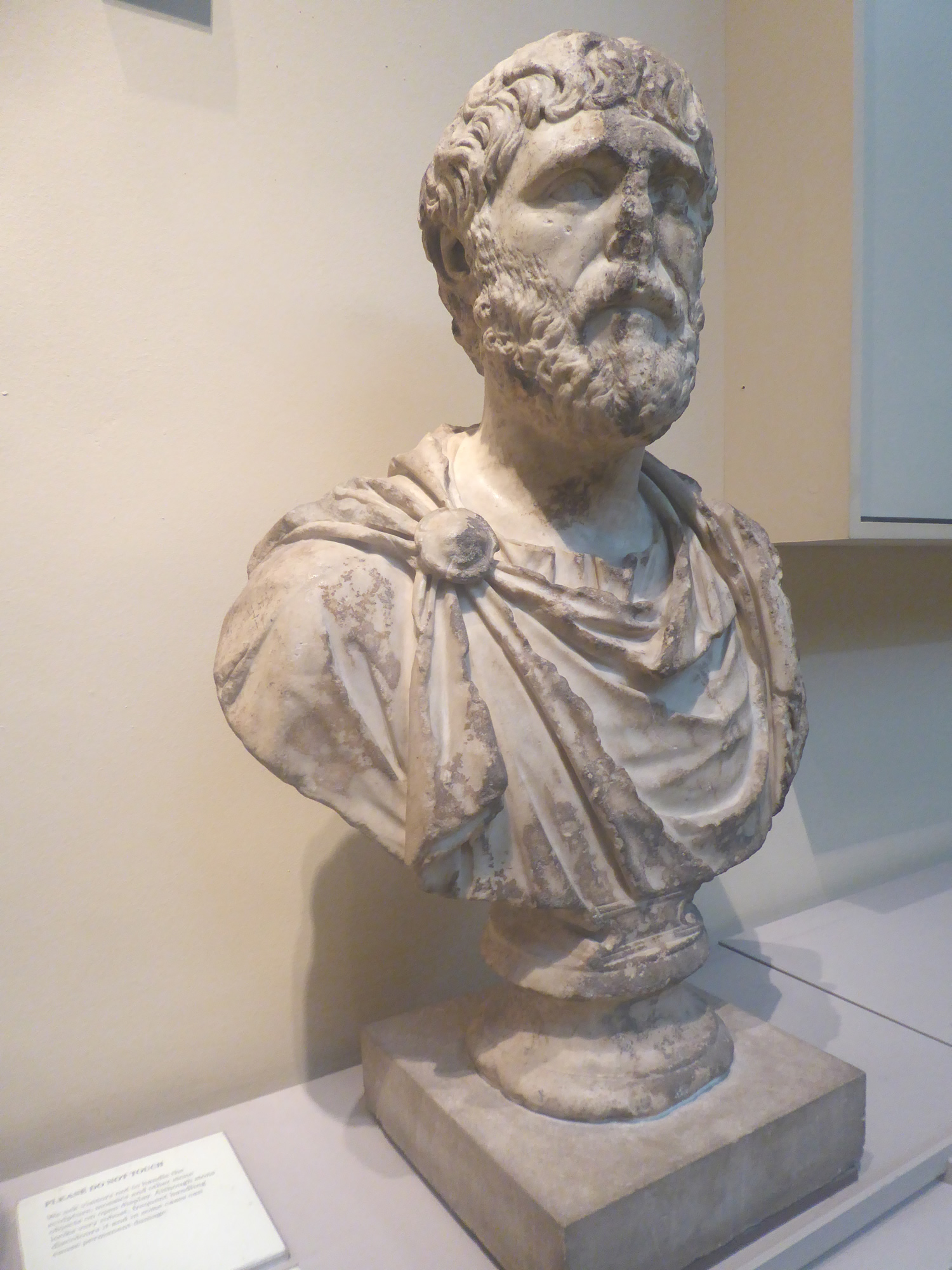
Busto en mármol hallado en la estancia con función de santuario cuyo original se encuentra en el Museo Británico. Representa a un hombre de unos 50 años: quizás sea un miembro de la familia o quizás el emperador Pertinax cuando era gobernador de la provincia de Britania.

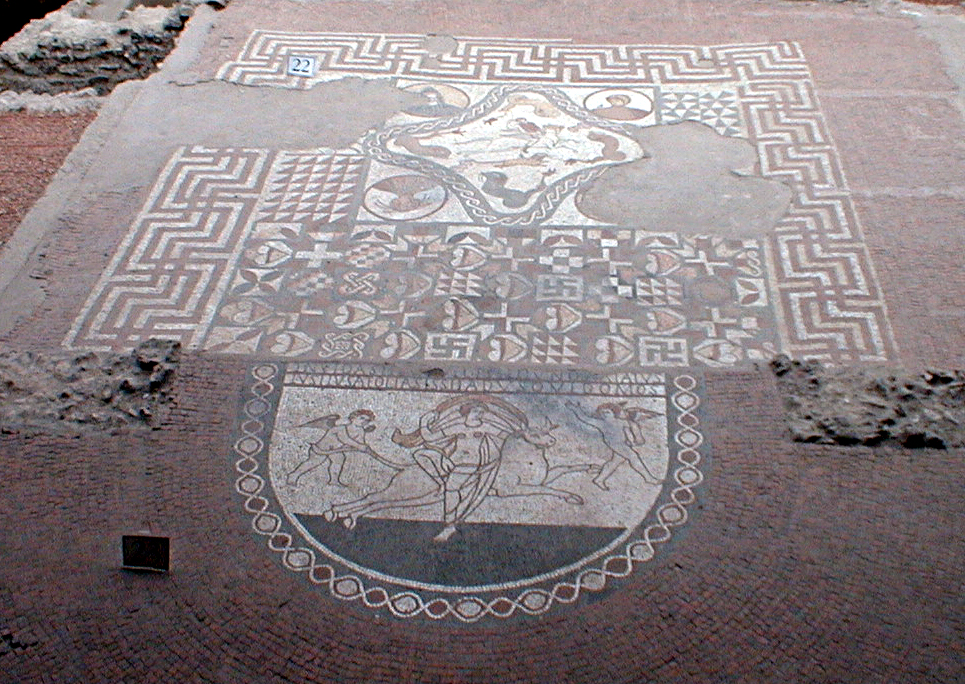
Mosaico de la villa de Lullingstone que representa el rapto de Europa

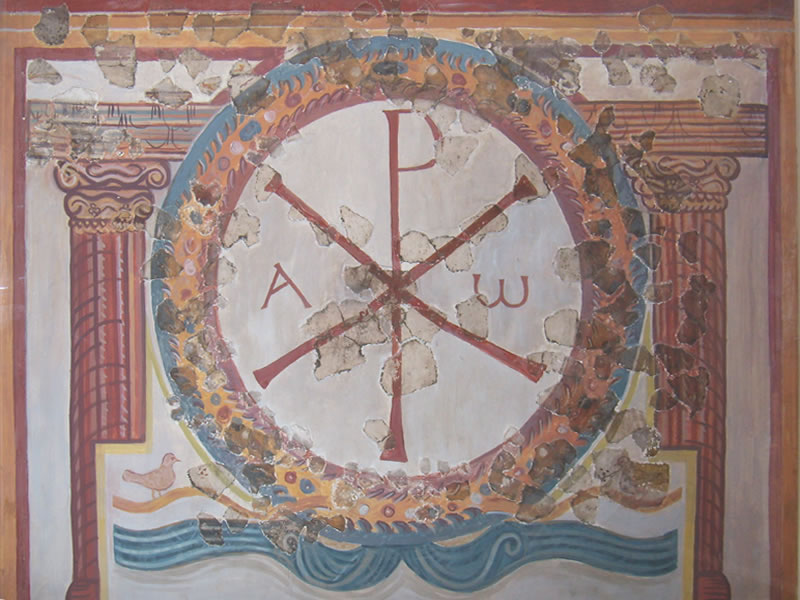
Fresco con crismón procedente de la villa de Lullingstone, la cual contiene las únicas pinturas cristianas de época romana de las que se tiene constancia en Gran Bretaña.

### Comedor
Las estancias 12 y 13, numeradas previamente como 9 y 10, incluyen el comedor o triclinio (triclinium en latín), que estaba ubicado en el centro del edificio principal. Al ser la mayor de las dependencias del lado occidental de la villa, conectaba todas las demás estancias al norte y al sur mediante una gran galería. El suelo del comedor estaba vistosamente decorado con un par de mosaicos de grandes dimensiones de mediados del siglo IV. Uno representa el rapto de la princesa Europa por el dios Zeus o Júpiter disfrazado de toro, mientras que el otro muestra a Belerofonte matando a la Quimera rodeado de cuatro criaturas marinas o delfines. En cada una de las cuatro esquinas del mosaico de Belerofonte, aparece un busto de cada una de las estaciones (primavera, verano, otoño e invierno) personificadas. Alrededor de estos mosaicos, había imágenes más pequeñas de corazones, cruces y esvásticas. A pesar de que este tipo de obras de arte suele verse solo como representaciones de los mitos, algunos estudiosos opinan asimismo que servían para proteger contra el mal de ojo. Sobre la base tanto del trabajo artístico como de la forma del ábside, se piensa que esta estancia se usaba también para atender a las visitas. Puesto que el ábside medía 6,25 × 4,88 m en sus puntos más anchos, el comedor era amplio, con espacio suficiente para contener un diván. El diván, con unas dimensiones de 1,50 × 2 m y con capacidad para sentar normalmente a tres personas, se habría colocado justo enfrente de las ilustraciones del mosaico para que todos los invitados pudiesen verlas con la orientación correcta.

### Ala de baños
Aunque se cree que se construyó en el período flavio‑antonino, el ala de baños fue objeto de reformas y de un uso constante a lo largo toda la existencia de la villa. Se remodeló después de que la villa quedase abandonada durante casi un siglo, pero no consta qué tipo de reformas se hicieron. Durante las excavaciones iniciales, se señaló que el ala de baños disponía de lo que G. W. Meates denominó «cámara de combustión». En esta cámara, rellena de creta o roca de tiza, también hay muestras de carbón vegetal quemado, que pudo haberse usado como combustible para calentar.

### Sótano
Durante las primeras excavaciones del yacimiento, se pensaba que, en las épocas en que se había utilizado el sótano, este había servido para multitud de fines, incluso como jardín interior. Además, conviene señalar que el término sótano no puede interpretarse en el sentido moderno de la palabra. En cuanto a la decoración, las paredes, que tenían unos paneles naranjas, rojos y verdes, estaban pintadas de manera vistosa. Sobre la base de las evidencias arqueológicas y artísticas, se cree que la altura original de esta estancia alcanzaba los 2,43 m. El abandono de la villa afectó especialmente al sótano, pues buena parte de las paredes y de las escaleras se vio despojada de sus materiales, que no se restituyeron hasta que la villa volvió a habitarse. Durante la nueva ocupación, se pintaron otra vez las paredes del sótano y se añadieron más detalles como piezas de cerámica. Al quedar parcialmente destruidas por la acción del fuego, algunas partes del mosaico y del enlucido de la estancia superior se desplomaron sobre el sótano. Esto posibilitó que un abundante número de evidencias llegasen intactas, también gracias a que la villa permaneció inalterada hasta el comienzo de las excavaciones de Lullingstone en 1949.

### Santuario pagano y capilla cristiana
Una de las estancias del edificio se usó tanto como santuario pagano como, posteriormente, como capilla cristiana, una de las más antiguas de Gran Bretaña. Además de la capilla cristiana, otras tres o cuatro estancias se utilizaron también para fines cristianos, como una posible antecámara y un vestíbulo.
El santuario pagano original estaba dedicado a deidades acuáticas locales. Todavía puede verse en un nicho de la estancia una pintura mural de esta época que representa a tres ninfas del agua.
Poco después del siglo III, se tapó este nicho, al recubrirse toda la estancia de estuco pintado con bandas rojas, y se depositaron dos bustos de figuras masculinas en la habitación. Algunos estudiosos sostienen la teoría de que los habitantes a la sazón centraron su culto en las divinidades domésticas y en los espíritus de los antepasados, mientras que abandonaron en gran medida el culto a las deidades acuáticas.
En el siglo IV, parece que la estancia sobre el santuario pagano pasó a tener un uso cristiano, pues se pintaron sobre las paredes enlucidas motivos como una fila de figuras devotas en pie (orantes) o el característico crismón cristiano. Algunas de las pinturas están expuestas ahora en el Museo Británico.
Según English Heritage, la organización encargada de mantener el yacimiento:

La iglesia doméstica cristiana es un descubrimiento único para la Gran Bretaña romana y las pinturas murales tienen una importancia internacional. No solo proporcionan una de las pruebas más tempranas de la presencia del cristianismo en Gran Bretaña, sino que también son prácticamente únicas en su género (los paralelos más próximos los encontramos en una iglesia doméstica de Dura Europos, en Siria). Quizás sea casi tan extraordinaria como el descubrimiento de la iglesia doméstica la posibilidad de que el culto pagano hubiese podido continuar en la estancia de culto inferior. Lo que no está claro es si esto significa que la familia se cubría las espaldas, pregonando su aparente aceptación del cristianismo mientras intentaban mantener contentos a los antiguos dioses; o si supone que algunos miembros de la familia se aferraban a las antiguas creencias frente a la adopción del cristianismo por otros.

No se sabe con certeza cuál era el propósito general de la capilla, aparte del culto, pero se cree que se usó para «ritos litúrgicos» como el bautismo. Teniendo en cuenta que el trabajo artístico cristiano era de grandes dimensiones, K. S. Painter sugiere que los propietarios de la villa a la sazón no solo eran cristianos, sino también ricos.

### Tumbas
En torno al año 300, se construyó un complejo romano‑céltico de templo y mausoleo para albergar dos féretros de plomo con los cuerpos de un joven y una joven. Aunque robaron el ataúd de la joven ya en la antigüedad, el otro permaneció inalterado in situ y, en la actualidad, se halla expuesto en el yacimiento.

## Arte y objetos arqueológicos

### Gema de la Victoria

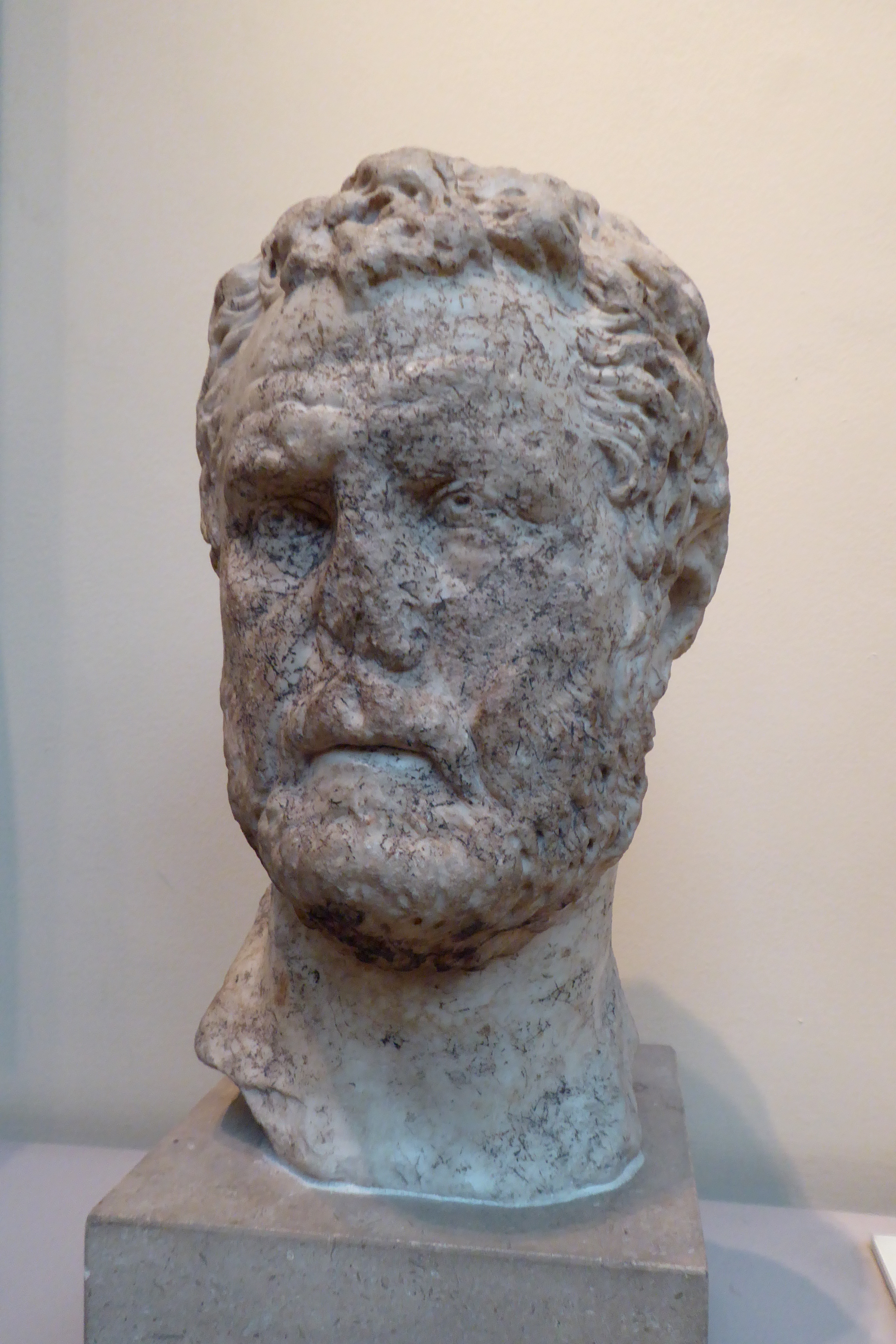
Busto de la villa romana de Lullingstone hallado en el sótano. En comparación, este es el más dañado de los dos que se descubrieron.

Descubierta durante las primeras excavaciones a cargo de G. W. Meates, la gema de la Victoria es un «entalle romano de cornalina». Los entalles de cornalina como este solían colocarse en anillos. Dado el tamaño de esta gema, se cree que su anillo era grande. Con unas medidas de 23 × 19 × 5 mm, es una de las mayores piedras preciosas jamás encontradas en Gran Bretaña. Teniendo en cuenta el tamaño potencial del anillo, así como los restos de otros metales preciosos como el oro sobre la gema, Martin Henig sugiere que el anillo perteneció en algún momento a un hombre adinerado y con un elevado estatus social. La gema representa a la diosa Victoria personificada escribiendo un mensaje de triunfo sobre un escudo. Se cree que la gema tiene características griegas, puesto que la representación iconográfica de la pieza muestra elementos de las diosas Niké y Afrodita.

### Bustos
Se piensa que los dos bustos en mármol hallados en el sótano representan a Pertinax, gobernador en el 185 y 186, y a su padre, Publio Helvio Suceso. Según algunos expertos, estos dos bustos de la villa romana de Lullingstone permiten comprender mejor quién habitó la villa, al menos en el siglo II. Se cree que uno de los bustos es de época adrianea. Aunque ambos están bastante bien conservados, el segundo busto (el más grande de los dos) estaba más dañado cuando lo encontraron durante las primeras excavaciones. De acuerdo con los informes de la excavación, no está del todo claro por qué se hallaban en el sótano. Sin embargo, señalan que, después del período de abandono, quienes volvieron a habitar la villa tal vez decidiesen quedárselos para sus propios fines.